# Keep This Between Us
Keep This Between Us ist eine US-amerikanische Dokumentarserie aus dem Jahr 2022, die sich der Thematik Grooming widmet. Die Premiere der Dokumentarserie fand am 29. August 2022 auf dem US-Kabelsender Freeform statt. Im deutschsprachigen Raum erfolgte die Erstveröffentlichung am 16. November 2022 durch Disney+ via Star als Original.

## Handlung
Die vierteilige Dokumentarserie Keep This Between Us begleitet Cheryl Nichols bei der Aufarbeitung ihrer früheren Beziehung zu einem Lehrer, dem sie vertraute und der sie missbrauchte. Während ihrer Reise deckt sie auf, wie weit verbreitet das so genannte Grooming (die gezielte Kontaktaufnahme Erwachsener mit Minderjährigen in Missbrauchsabsicht) an US-amerikanischen High Schools ist. Darüber hinaus spricht sie mit anderen Betroffenen und unterstützt den Kampf um Gerechtigkeit für die Opfer und Maßnahmen zum Schutz von Minderjährigen.

## Episodenliste
| Nr. | Deutscher Titel          | Originaltitel        | Erstausstrahlung (USA) | Deutschsprachige Erstveröffentlichung (D/A/CH) | Regie                   |
| --- | ------------------------ | -------------------- | ---------------------- | ---------------------------------------------- | ----------------------- |
| 1 | Rückkehr nach Little Elm | Return to Little Elm | 29. Aug. 2022          | 16. Nov. 2022                                  | Amy Berg & Jenna Rosher |
| Im Erwachsenenalter befasst sich Cheryl erneut mit ihrer unangemessenen Beziehung zu ihrem High-School-Lehrer und stellt bald fest, dass es sich um ein landesweites Phänomen handelt. Sie begibt sich auf eine Reise, um mit den Auswirkungen des Erlebten fertig zu werden. |                          |                      |                        |                                                |                         |
| 2 | Die Gerüchte sind wahr   | The Rumors Are True  | 29. Aug. 2022          | 16. Nov. 2022                                  | Jenna Rosher            |
| Cheryl wendet sich an ihre ehemaligen Klassenkameraden und Lehrer sowie an ihre Familie, um Antworten auf die Frage zu finden, die ihr dabei helfen sollen, ihre lückenhafte Vergangenheit aufzuarbeiten. Die Details, die dabei ans Licht kommen, offenbaren, dass das Grooming trotz vereinzelter Bemühungen, es zu stoppen, unbehelligt weitergeht, weil ein großer Teil der Bevölkerung immer noch wegschaut und das Thema nicht selten totschweigt. |                          |                      |                        |                                                |                         |
| 3 | Keine Konsequenzen       | Passing the Trash    | 30. Aug. 2022          | 16. Nov. 2022                                  | Jenna Rosher            |
| Als Cheryl sich auf die Suche nach anderen macht, die ein ähnliches Trauma erlitten haben, wird deutlich, dass ein toxisches System aufgrund von Versäumnissen der Behörden landesweit Fuß fassen konnte. Sie trifft eine andere Betroffene, deren Geschichte ihrer eigenen unheimlich ähnlich ist, aber ein anderes Ende nahm. |                          |                      |                        |                                                |                         |
| 4 | Die schwere Last         | The Burden           | 30. Aug. 2022          | 16. Nov. 2022                                  | Kristi Jacobson         |
| Heavens Kampf für Gerechtigkeit zeigt, dass über das Trauma zu sprechen der erste Schritt in einer ganzen Reihe von Kämpfen ist, die dann folgen. Cheryl, Heaven und Alisson zeigen auf, dass es zwar nie leicht ist, über das Erlebte zu sprechen, sie jedoch mit vereinten Kräften Hoffnung auf Veränderung schaffen können. |                          |                      |                        |                                                |                         |